# Прес-пап'є

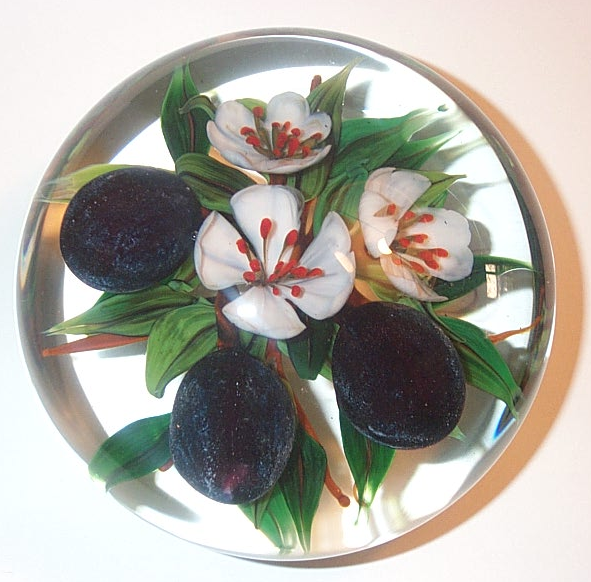
Преспап'є Rick Ayotte

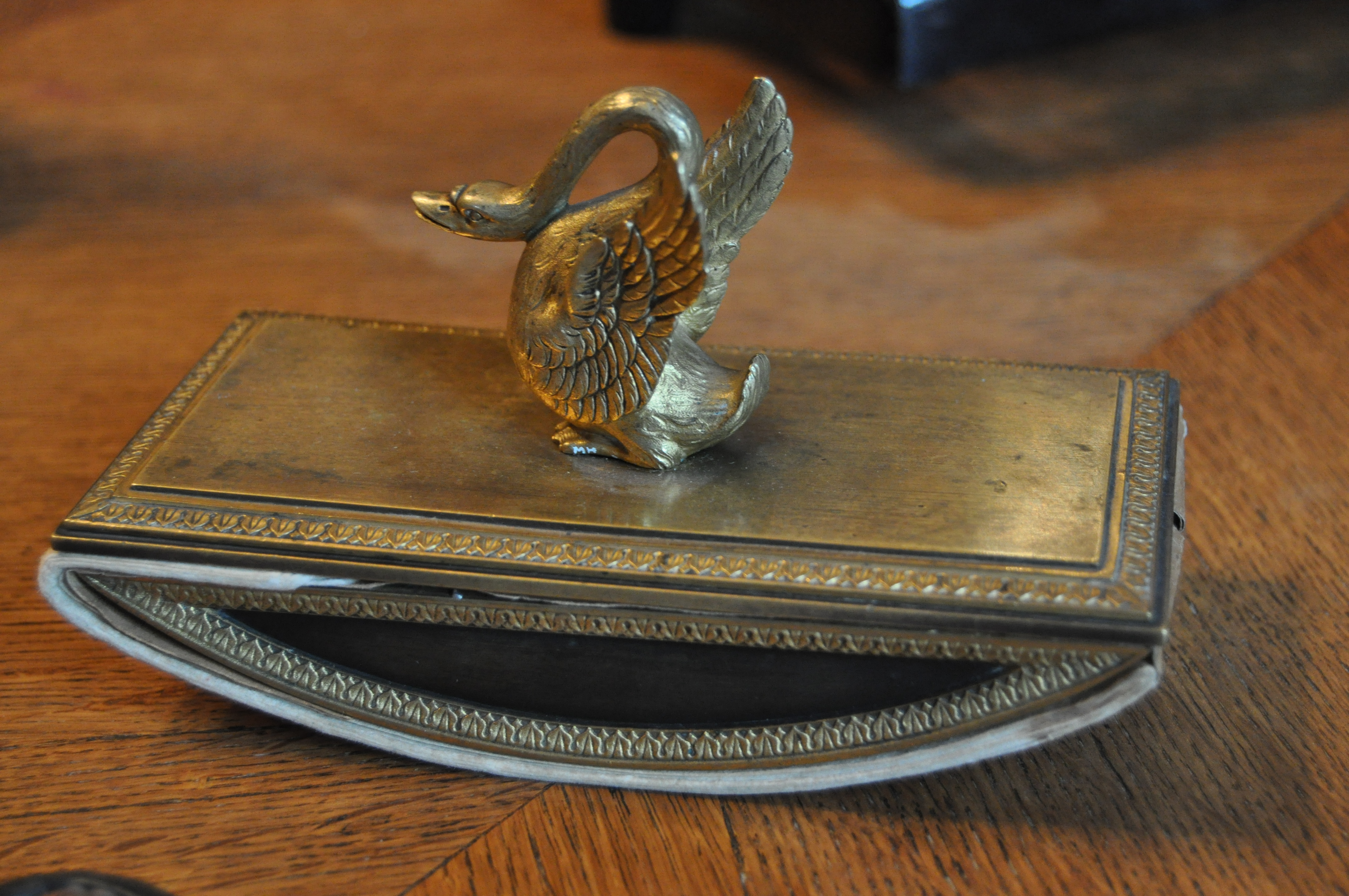
Старовинне преспап'є із промокальним папером

Преспап'є́ (фр. presse-papiers, від presser — «натискати» і papier — «папір») — назва предметів письмового приладдя:
- письмовий прилад, важкий предмет із бронзи, мармуру, скла тощо, яким притискають папери на столі, запобігаючи їхньому розсипанню[2].
- напівкруглий брусок із ручкою зверху й із прикріпленим знизу листком промокального паперу; він служить для промокання написаного[2].

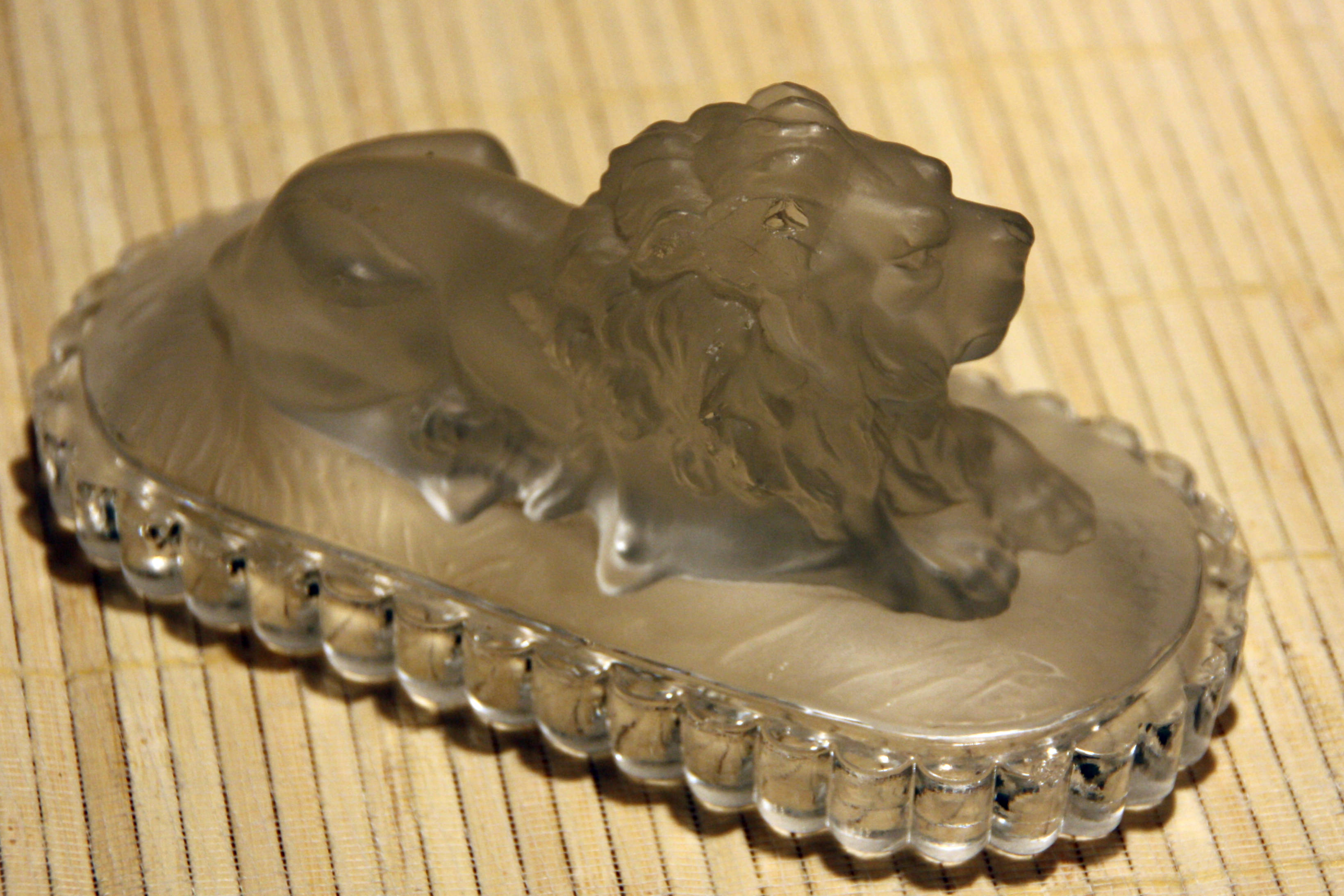
Скляне преспап'є у вигляді скульптури лева

## Загальний опис
Часто преспап'є використовується не за своїм прямим призначенням, а як декоративний елемент оформлення стола. Тепер преспап'є також стали бажаним об'єктом для колекціонерів, тому що вони нерідко становлять собою цілі витвори мистецтва (наприклад, роботи дизайнерів іспанської студії Mesko diseno, що оформлені як будинки-світильники й зібрані вручну із цеглинок мармуру на розчині, схожому на будівельний, і практично нічим, окрім масштабу, не відрізняються від натуральних античних або середньовічних будинків). Ще далі пішов італійський дизайнер O. Marinescu — його роботи й зовсім начебто зменшені в сотні разів маєтки старої Європи або середньовічні замки. Звичайно, і вартість таких моделей коливається від однієї-двох сотень до декількох десятків тисяч євро.